# Ouilly-le-Vicomte
Ouilly-le-Vicomte és un municipi francès situat al departament de Calvados i a la regió de Normandia. L'any 2007 tenia 746 habitants.

## Demografia

### Població
El 2007 la població de fet d'Ouilly-le-Vicomte era de 746 persones. Hi havia 303 famílies de les quals 64 eren unipersonals (24 homes vivint sols i 40 dones vivint soles), 139 parelles sense fills, 92 parelles amb fills i 8 famílies monoparentals amb fills.
La població ha evolucionat segons el següent gràfic:
Habitants censats

### Habitatges
El 2007 hi havia 329 habitatges, 309 eren l'habitatge principal de la família, 10 eren segones residències i 10 estaven desocupats. 326 eren cases i 3 eren apartaments. Dels 309 habitatges principals, 262 estaven ocupats pels seus propietaris, 41 estaven llogats i ocupats pels llogaters i 6 estaven cedits a títol gratuït; 1 tenia una cambra, 4 en tenien dues, 44 en tenien tres, 77 en tenien quatre i 183 en tenien cinc o més. 252 habitatges disposaven pel capbaix d'una plaça de pàrquing. A 144 habitatges hi havia un automòbil i a 146 n'hi havia dos o més.

### Piràmide de població
La piràmide de població per edats i sexe el 2009 era:
| Homes | Edats   | Dones |
| ----- | ------- | ----- |
| 0     | 95 o +  | 0     |
| 0     | 90 a 94 | 0     |
| 4     | 85 a 89 | 4     |
| 4     | 80 a 84 | 8     |
| 8     | 75 a 79 | 12    |
| 20    | 70 a 74 | 16    |
| 32    | 65 a 69 | 40    |
| 36    | 60 a 64 | 32    |
| 20    | 55 a 59 | 32    |
| 44    | 50 a 54 | 40    |
| 28    | 45 a 49 | 40    |
| 4     | 40 a 44 | 16    |
| 32    | 35 a 39 | 4     |
| 16    | 30 a 34 | 32    |
| 12    | 25 a 29 | 12    |
| 24    | 20 a 24 | 20    |
| 28    | 15 a 19 | 36    |
| 24    | 10 a 14 | 8     |
| 12    | 5 a 9   | 28    |
| 12    | 0 a 4   | 20    |

## Economia
El 2007 la població en edat de treballar era de 428 persones, 295 eren actives i 133 eren inactives. De les 295 persones actives 265 estaven ocupades (139 homes i 126 dones) i 30 estaven aturades (14 homes i 16 dones). De les 133 persones inactives 65 estaven jubilades, 44 estaven estudiant i 24 estaven classificades com a «altres inactius».

### Ingressos
El 2009 a Ouilly-le-Vicomte hi havia 352 unitats fiscals que integraven 871 persones, la mediana anual d'ingressos fiscals per persona era de 19.361 €.

### Activitats econòmiques
Dels 26 establiments que hi havia el 2007, 1 era d'una empresa alimentària, 1 d'una empresa de fabricació d'altres productes industrials, 2 d'empreses de construcció, 5 d'empreses de comerç i reparació d'automòbils, 1 d'una empresa de transport, 2 d'empreses d'hostatgeria i restauració, 1 d'una empresa financera, 2 d'empreses immobiliàries, 6 d'empreses de serveis, 1 d'una entitat de l'administració pública i 4 d'empreses classificades com a «altres activitats de serveis».
Dels 6 establiments de servei als particulars que hi havia el 2009, 1 era un taller de reparació d'automòbils i de material agrícola, 1 guixaire pintor, 2 perruqueries i 2 restaurants.
Dels 3 establiments comercials que hi havia el 2009, 1 era un hipermercat, 1 una llibreria i 1 una botiga de roba.
L'any 2000 a Ouilly-le-Vicomte hi havia 14 explotacions agrícoles que ocupaven un total de 240 hectàrees.

## Equipaments sanitaris i escolars
El 2009 hi havia una escola elemental.

## Poblacions més properes
El següent diagrama mostra les poblacions més properes.